# Cytherella ovularia
Cytherella ovularia is een mosselkreeftjessoort uit de familie van de Cytherellidae. De wetenschappelijke naam van de soort is voor het eerst geldig gepubliceerd in 1967 door Swain.